# Bad Blue Boys
Pour les articles homonymes, voir BBB.

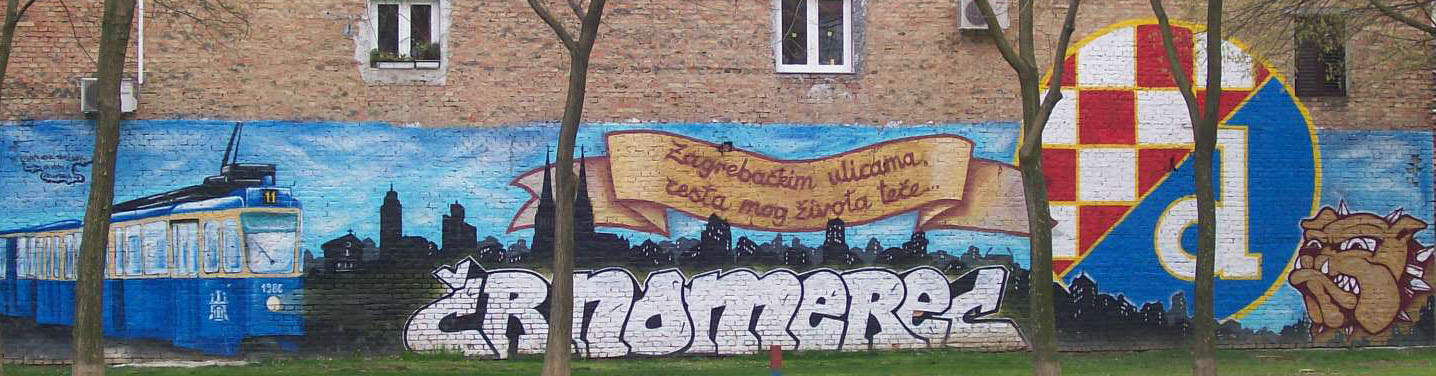
Graffiti

Les Bad Blue Boys (souvent abrégé BBB) sont un groupe de supporters Ultras du club de football  croate du Dinamo Zagreb. Les BBB sont classés en catégorie C des supporters par l'UEFA, la fraction la plus violente des Ultras européens.
Les Bad Blue Boys ont été fondés le 17 mars 1986. Le nom Bad Blue Boys serait inspiré du film Bad Boys de 1983, le Bleu étant la couleur du Dinamo Zagreb. Leur mascotte est un bouledogue et leur hymne officiel est Dinamo ja volim (J'aime Dinamo), chanson du groupe de pop-rock croate Pips, Chips & Videoclips. BBB est composé de l'union de deux groupes de supporters, Udruga navijača Dinama (Union des supporters du Dinamo) et Klub navijača Bad Blue Boys (Club de supporters des Bad Blue Boys).
Les BBB publient un magazine concernant le club. Le premier magazine Ajmo plavi (Allez les bleus) a été remplacé en 2006 par Dinamov sjever (Dinamo nord)